# Jana Drápalová
Jana Drápalová, rozená Zapletalová, (* 25. listopadu 1962 Chrudim) je česká politička a ekoložka, od roku 2014 první místopředsedkyně a následně v letech 2015 až 2016 předsedkyně Strany zelených, od roku 2002 starostka městské části Brno-Nový Lískovec, dlouholetá zastupitelka města Brna, v letech 2004 až 2008 a opět v letech 2016 až 2024 zastupitelka Jihomoravského kraje.
V červenci 2020 obdržela Cenu Josefa Vavrouška za výjimečný počin pro životní prostředí.

## Biografie

### Studium a profesní kariéra
Vystudovala Agronomickou fakultu Mendelovy zemědělské a lesnické univerzity v Brně (tehdejší Vysoká škola zemědělská v Brně), obor zootechnický, který zakončila v roce 1987. Po absolvování školy pracovala v letech 1987–1990 jako zootechnička v JZD Veveří-Říčany. V roce 1990 zahájila profesionální spolupráci s Regionálním sdružením Českého svazu ochránců přírody a ZO ČSOP Veronica (součástí Českého svazu ochránců přírody), kde pracovala do roku 2002 jako koordinátorka projektů.

### Politická kariéra
Členkou Strany zelených je od roku 2000. V roce 2002 se stala starostkou městské části Brno-Nový Lískovec. Tuto funkci obhájila i po komunálních volbách v letech 2006, 2010 a 2014.
Už v roce 1994 byla poprvé zvolena do brněnského zastupitelstva jako nezávislá na kandidátce Strany zelených. V letech 2006–2010 byla i členkou Rady města Brna.
V letech 2004–2008 byla zastupitelkou Jihomoravského kraje.
Ve volbách do Poslanecké sněmovny v roce 2010 kandidovala na 1. místě jihomoravské kandidátky za SZ.
Na sjezdu Strany zelených v Praze v lednu 2014 byla zvolena 1. místopředsedkyní strany, když získala ve veřejné volbě v plénu 150 hlasů. Po rezignaci Ondřeje Lišky vykonávala od 8. června 2014 pravomoci předsedy Strany zelených. Na následujícím sjezdu strany byla 24. ledna 2015 zvolena předsedkyní strany. V prvním kole volby získala 115 ze 198 hlasů. Stala se historicky první ženou předsedající Straně zelených. Funkci předsedkyně vykonávala do ledna 2016, kdy ji v čele strany vystřídal Matěj Stropnický.
Ve volbách do Evropského parlamentu v roce 2009 kandidovala za SZ na 15. místě jejich kandidátky.
V komunálních volbách v roce 2014 do Zastupitelstva města Brna vedla kandidátku Strany zelených a byla již po šesté zvolena zastupitelkou města. Po páté byla také zvolena zastupitelkou Městské části Brno-Nový Lískovec (jako členka SZ za sdružení nezávislých kandidátů "Tři oříšky pro Lískovec") a následně i starostkou městské části (již po čtvrté).
V krajských volbách v roce 2016 byla z pozice členky Strany zelených zvolena na společné kandidátce SZ a Pirátů zastupitelkou Jihomoravského kraje. V komunálních volbách v roce 2018 znovu kandidovala za Zelené do Zastupitelstva města Brna (na 9. místě kandidátky), ale mandát zastupitelky města se jí tentokrát obhájit nepodařilo. Nicméně byla opět zvolena zastupitelkou městské části Brno-Nový Lískovec, když z pozice členky Zelených vedla kandidátku subjektu "Tři oříšky pro Lískovec" (tj. Zelení a nezávislí kandidáti). V polovině listopadu 2018 se stala již po páté starostkou městské části Brno-Nový Lískovec.
V červenci 2020 obdržela Cenu Josefa Vavrouška za výjimečný počin pro životní prostředí, porota ocenila za její snahu o proměnu panelového sídliště v ekologicky odpovědnou městskou část.
V krajských volbách v roce 2020 obhájila post zastupitelky Jihomoravského kraje, když jako členka Zelených kandidovala za koalici Spolu pro Moravu (tj. TOP 09, Zelení, MZH, hnutí Idealisté a LES).
V komunálních volbách v roce 2022 byla zvolena z pozice členky Zelených a lídryně uskupení „Zelení a Žít Brno s podporou Idealistů“ zastupitelkou města Brna. Byla rovněž lídryní kandidátky uskupení „Tři oříšky pro Lískovec“ (tj. Zelení a nezávislí kandidáti) do Zastupitelstva městské části Brno-Nový Lískovec, kde se jí podařilo obhájit mandát zastupitelky. V polovině října 2022 se stala již pošesté starostkou městské části Brno-Nový Lískovec.
V krajských volbách v roce 2024 kandidovala do Zastupitelstva Jihomoravského kraje jako členka Zelených v rámci uskupení „Hlas Moravy“ (tj. Zelení, LES, hnutí SEN 21, hnutí Idealisté). Subjekt však získal pouze 1,84 % hlasů a jeho kandidáti se tak do krajského zastupitelstva vůbec nedostali.

## Regionální sdružení Českého svazu ochránců přírody
Jana Drápalová vedla Regionální sdružení Českého svazu ochránců přírody, podílela se na zmapování a ochraně studánek v Brně a okolí, sledování kácení stromů ve městě, ve spolupráci s tehdejší brněnskou radnicí (koalice ODS a KDU-ČSL) utvořila manuál Strategie pro Brno, který se zabýval tím, jak plánovat rozvoj města při zapojení veřejnosti.

## Občanská koalice Nádraží v centru
Spolu s Martinem Anderem a Svatoplukem Bartíkem byla hlavní tváří občanské koalice Nádraží v Centru, která navzdory brněnské radnici iniciovala v roce 2004 konání městského referenda o budoucí poloze brněnského nádraží. Při účasti 24,9 % oprávněných voličů se 86 % z nich vyslovilo pro modernizaci a zachování nádraží v centru. Protože zákon o obecním referendu požaduje pro platnost referenda účast 50 % voličů, nebyly výsledky referenda závazné a brněnská koalice (ODS a KDU-ČSL) neuznala ani v politické rovině výsledky referenda za relevantní pro rozhodování o největší veřejné investici v novodobých dějinách jižní Moravy a nadále setrvávala v postoji nádraží odsunout kilometr od centra.
V komunálních volbách 2006 dosáhly strany podporující zachování nádraží v centru (SZ a Brno 2006, Tým Jiřího Zlatušky) značného úspěchu (dohromady 20,83 %), takže utvořily spolu s KDU-ČSL a ČSSD povolební koalici. Jana Drápalová a Martin Ander se stali členy Rady města Brna. Město nechalo v roce 2007 vypracovat Multikriteriální analýzu porovnávající obě varianty nádraží, z níž z hlediska cestujících a urbanismu vyšla jednoznačně lépe varianta občanské koalice Nádraží v Centru.
V roce 2008 Jana Drápalová podepsala Prohlášení Rady města Brna, kterým souhlasila, společně s ostatními koaličními partnery, s odsunem nádraží.

## Regenerace panelových domů

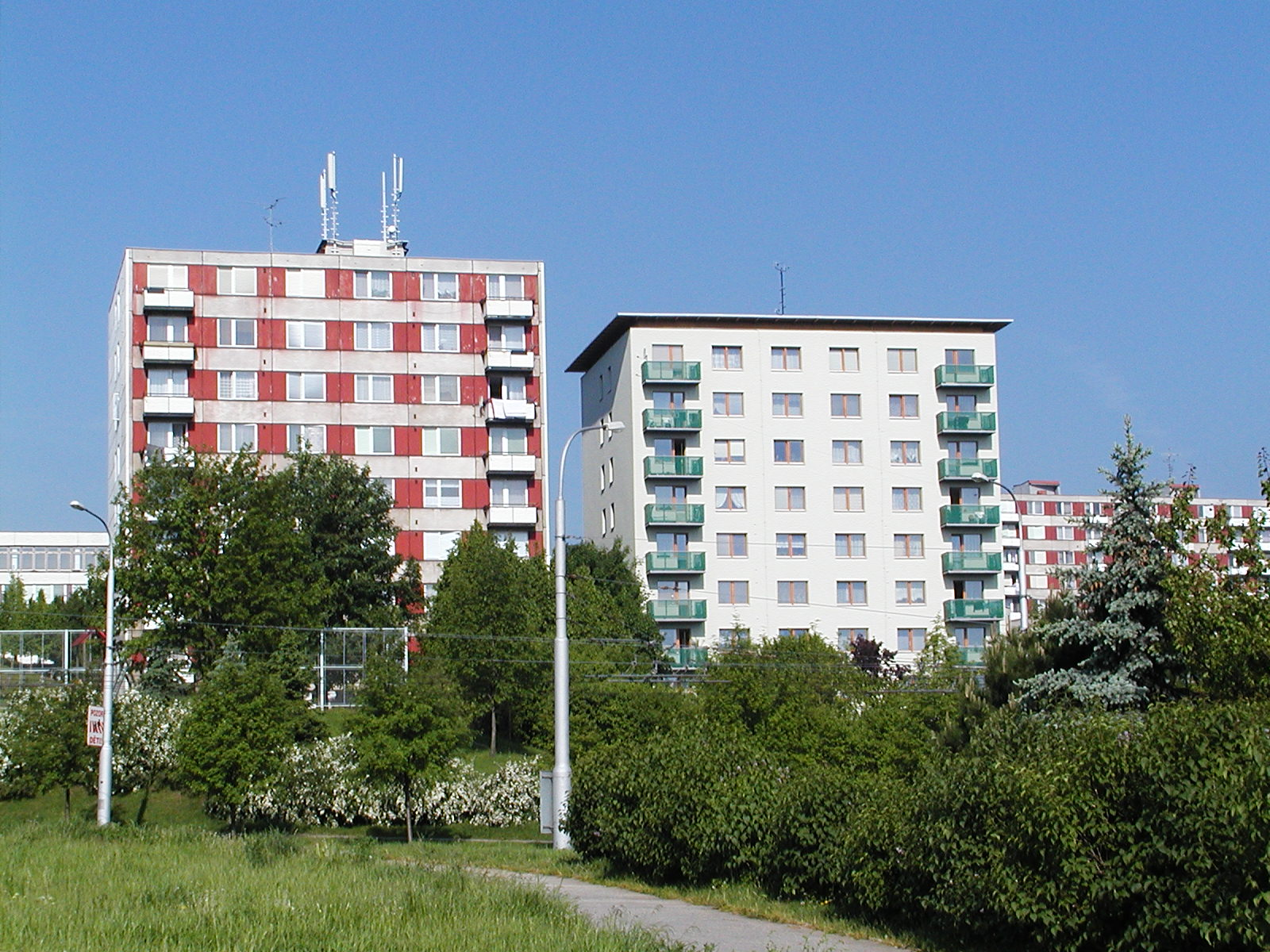
Vpravo v popředí nízkoenergetický panelový dům v Novém Lískovci

Největším dosavadním úspěchem Jany Drápalové je regenerace několika panelových domů v Novém Lískovci na nízkoenergetický standard v letech 2001–2006. Zdejší panelové domy byly k roku 2009 nejlépe zateplenými, tedy energeticky nejšetrnějšími panelovými domy v Česku.

## Publikační činnost
- Regenerace panelových domů – Jana Drápalová, Era 2006, ISBN 80-7366-054-7
- Brněnské vrty a studánky – spoluautorka, RS ČSOP Veronica, 2002 – celkem šest průvodců po studánkách v Brně a okolí